# Нова (Моркинський район)
Но́ва (рос. Новая, марій. Усола) — присілок у складі Моркинського району Марій Ел, Росія. Входить до складу Моркинського міського поселення.

## Населення
Населення — 157 осіб (2010; 168 у 2002).
Національний склад (станом на 2002 рік):
- марійці — 93 %